# Грејпвил (Пенсилванија)
Грејпвил (енгл. Grapeville) насељено је место без административног статуса у америчкој савезној држави Пенсилванија.

## Демографија
По попису из 2010. године број становника је 538, што је 138 (-20,4%) становника мање него 2000. године.
| Група             | 2000.       | 2010.       |
| Белци             | 669 (99,0%) | 525 (97,6%) |
| Афроамериканци    | 1 (0,1%)    | 1 (0,2%)    |
| Азијати           | 1 (0,1%)    | 3 (0,6%)    |
| Хиспаноамериканци | 0 (0,0%)    | 6 (1,1%)    |
| Укупно            | 676         | 538         |